# Trio pour piano no 39 de Joseph Haydn
Le Trio pour piano no 39, dit Trio tzigane, en allemand, Zigeunertrio, Hob. XV.25 en sol majeur est un trio pour piano, violon et violoncelle composé en 1795 par Joseph Haydn à l'intention de Rebecca Schroeter, pianiste amateur et amie du compositeur. C'est un des rares opus de Haydn à ne pas utiliser la forme sonate.

## Structure
1. Andante
2. Poco adagio. Cantabile
3. Rondo all'Ongarese: Presto

## Enregistrements
- Beaux Arts Trio, deux enregistrements, en 1957 et 1970.